# Gran Premio di superbike di Silverstone 2002
Il Gran Premio di superbike di Silverstone 2002 è stato la sesta prova su tredici del campionato mondiale Superbike 2002, disputato il 26 maggio sul circuito di Silverstone, in gara 1 ha visto la vittoria di Colin Edwards  davanti a Noriyuki Haga e Neil Hodgson, la gara 2 è stata vinta da Troy Bayliss che ha preceduto Colin Edwards e Rubén Xaus.
La vittoria nella gara valevole per il campionato mondiale Supersport è stata ottenuta da James Whitham, mentre la gara del campionato Europeo della classe Superstock viene vinta da Chris Burns.
Si è trattato della prima volta che il campionato mondiale Superbike è stato ospitato su questo circuito.

## Risultati

### Gara 1

#### Arrivati al traguardo[5]
| Pos. | Nº  | Pilota              | Squadra                  | Motocicletta        | Giri | Tempo     | Griglia | Punti |
| ---- | --- | ------------------- | ------------------------ | ------------------- | ---- | --------- | ------- | ----- |
| 1º   | 2   | Colin Edwards       | Castrol Honda            | Honda VTR 1000 SP2  | 20   | 43:27.508 | 2º      | 25    |
| 2º   | 41  | Noriyuki Haga       | Playstation2-FGF Aprilia | Aprilia RSV 1000    | 20   | +0:07.358 | 4º      | 20    |
| 3º   | 100 | Neil Hodgson        | HM Plant Ducati          | Ducati 998 F 01     | 20   | +0:32.990 | 8º      | 16    |
| 4º   | 7   | Pierfrancesco Chili | Ducati NCR Axo           | Ducati 998 RS       | 20   | +0:51.598 | 6º      | 13    |
| 5º   | 1   | Troy Bayliss        | Ducati Infostrada        | Ducati 998 F 02     | 20   | +0:54.722 | 1º      | 11    |
| 6º   | 5   | Mark Heckles        | Castrol Honda Rumi       | Honda VTR 1000 SP2  | 20   | +1:01.128 | 27º     | 10    |
| 7º   | 155 | Ben Bostrom         | Ducati L & M             | Ducati 998 F 02     | 20   | +1:02.631 | 13º     | 9     |
| 8º   | 11  | Rubén Xaus          | Ducati Infostrada        | Ducati 998 F 02     | 20   | +1:12.525 | 7º      | 8     |
| 9º   | 55  | Shane Byrne         | Renegade Ducati          | Ducati 998 RS       | 20   | +1:15.226 | 10º     | 7     |
| 10º  | 52  | James Toseland      | HM Plant Ducati          | Ducati 998 F 01     | 20   | +1:23.670 | 12º     | 6     |
| 11º  | 32  | Eric Bostrom        | Kawasaki Racing          | Kawasaki ZX-7RR     | 20   | +1:28.618 | 17º     | 5     |
| 12º  | 54  | Michael Rutter      | Renegade Ducati          | Ducati 998 RS       | 20   | +1:28.844 | 5º      | 4     |
| 13º  | 6   | Peter Goddard       | Benelli Sport            | Benelli Tornado 900 | 20   | +1:34.598 | 23º     | 3     |
| 14º  | 9   | Chris Walker        | Kawasaki Racing          | Kawasaki ZX-7RR     | 20   | +2:00.294 | 11º     | 2     |
| 15º  | 46  | Mauro Sanchini      | Kawasaki Bertocchi       | Kawasaki ZX-7RR     | 19   | +1 giro   | 20º     | 1     |
| 16º  | 56  | Dean Ellison        | D & B Racing             | Ducati 996 RS       | 19   | +1 giro   | 18º     |       |

#### Ritirati
| Nº | Pilota               | Squadra                   | Motocicletta      | Giri | Griglia |
| -- | -------------------- | ------------------------- | ----------------- | ---- | ------- |
| 36 | Ivan Clementi        | Kawasaki Bertocchi        | Kawasaki ZX-7RR   | 18   | 24º     |
| 53 | Steve Hislop         | Monster Mob Ducati        | Ducati 998 RS     | 10   | 3º      |
| 57 | Glen Richards        | Hawk Kawasaki             | Kawasaki ZX-7RR   | 9    | 14º     |
| 12 | Broc Parkes          | Ducati NCR Parmalat       | Ducati 998 RS     | 9    | 26º     |
| 10 | Gregorio Lavilla     | Alstare Suzuki Corona     | Suzuki GSX-R750 Y | 8    | 15º     |
| 28 | Serafino Foti        | Pedercini                 | Ducati 996 RS     | 8    | 22º     |
| 33 | Juan Borja           | Spaziotel Racing          | Ducati 998 RS     | 7    | 19º     |
| 23 | Jiří Mrkývka         | JM Racing                 | Ducati 996 RS     | 4    | 28º     |
| 99 | Steve Martin         | DFX Racing Ducati Pirelli | Ducati 998 RS     | 3    | 16º     |
| 19 | Lucio Pedercini      | Pedercini                 | Ducati 998 RS     | 3    | 9º      |
| 30 | Alessandro Antonello | DFX Racing Ducati Pirelli | Ducati 998 RS     | 3    | 25º     |
| 20 | Marco Borciani       | Pedercini                 | Ducati 998 RS     | 1    | 21º     |

### Gara 2

#### Arrivati al traguardo[6]
| Pos. | Nº  | Pilota               | Squadra                   | Motocicletta        | Giri | Tempo     | Griglia | Punti |
| ---- | --- | -------------------- | ------------------------- | ------------------- | ---- | --------- | ------- | ----- |
| 1º   | 1   | Troy Bayliss         | Ducati Infostrada         | Ducati 998 F 02     | 20   | 41:20.474 | 1º      | 25    |
| 2º   | 2   | Colin Edwards        | Castrol Honda             | Honda VTR 1000 SP2  | 20   | +0:04.909 | 2º      | 20    |
| 3º   | 11  | Rubén Xaus           | Ducati Infostrada         | Ducati 998 F 02     | 20   | +0:16.656 | 7º      | 16    |
| 4º   | 9   | Chris Walker         | Kawasaki Racing           | Kawasaki ZX-7RR     | 20   | +0:58.435 | 11º     | 13    |
| 5º   | 55  | Shane Byrne          | Renegade Ducati           | Ducati 998 RS       | 20   | +1:01.066 | 10º     | 11    |
| 6º   | 100 | Neil Hodgson         | HM Plant Ducati           | Ducati 998 F 01     | 20   | +1:11.981 | 8º      | 10    |
| 7º   | 33  | Juan Borja           | Spaziotel Racing          | Ducati 998 RS       | 20   | +1:15.412 | 19º     | 9     |
| 8º   | 155 | Ben Bostrom          | Ducati L & M              | Ducati 998 F 02     | 20   | +1:17.322 | 13º     | 8     |
| 9º   | 52  | James Toseland       | HM Plant Ducati           | Ducati 998 F 01     | 20   | +1:24.886 | 12º     | 7     |
| 10º  | 41  | Noriyuki Haga        | Playstation2-FGF Aprilia  | Aprilia RSV 1000    | 20   | +1:41.307 | 4º      | 6     |
| 11º  | 7   | Pierfrancesco Chili  | Ducati NCR Axo            | Ducati 998 RS       | 20   | +1:55.318 | 6º      | 5     |
| 12º  | 12  | Broc Parkes          | Ducati NCR Parmalat       | Ducati 998 RS       | 20   | +1:57.768 | 26º     | 4     |
| 13º  | 30  | Alessandro Antonello | DFX Racing Ducati Pirelli | Ducati 998 RS       | 20   | +2:00.360 | 25º     | 3     |
| 14º  | 10  | Gregorio Lavilla     | Alstare Suzuki Corona     | Suzuki GSX-R750 Y   | 19   | +1 giro   | 15º     | 2     |
| 15º  | 6   | Peter Goddard        | Benelli Sport             | Benelli Tornado 900 | 19   | +1 giro   | 23º     | 1     |
| 16º  | 32  | Eric Bostrom         | Kawasaki Racing           | Kawasaki ZX-7RR     | 19   | +1 giro   | 17º     |       |
| 17º  | 23  | Jiří Mrkývka         | JM Racing                 | Ducati 996 RS       | 19   | +1 giro   | 28º     |       |
| 18º  | 36  | Ivan Clementi        | Kawasaki Bertocchi        | Kawasaki ZX-7RR     | 19   | +1 giro   | 24º     |       |
| 19º  | 99  | Steve Martin         | DFX Racing Ducati Pirelli | Ducati 998 RS       | 19   | +1 giro   | 16º     |       |

#### Ritirati
| Nº | Pilota          | Squadra            | Motocicletta       | Giri | Griglia |
| -- | --------------- | ------------------ | ------------------ | ---- | ------- |
| 19 | Lucio Pedercini | Pedercini          | Ducati 998 RS      | 17   | 9º      |
| 57 | Glen Richards   | Hawk Kawasaki      | Kawasaki ZX-7RR    | 13   | 14º     |
| 28 | Serafino Foti   | Pedercini          | Ducati 996 RS      | 13   | 22º     |
| 46 | Mauro Sanchini  | Kawasaki Bertocchi | Kawasaki ZX-7RR    | 9    | 20º     |
| 54 | Michael Rutter  | Renegade Ducati    | Ducati 998 RS      | 7    | 5º      |
| 5  | Mark Heckles    | Castrol Honda Rumi | Honda VTR 1000 SP2 | 5    | 27º     |
| 20 | Marco Borciani  | Pedercini          | Ducati 998 RS      | 4    | 21º     |
| 56 | Dean Ellison    | D & B Racing       | Ducati 996 RS      | 1    | 18º     |
| 53 | Steve Hislop    | Monster Mob Ducati | Ducati 998 RS      | 1    | 3º      |

### Supersport

#### Arrivati al traguardo
| Pos. | Nº  | Pilota                | Squadra                      | Motocicletta    | Giri | Tempo     | Punti |
| ---- | --- | --------------------- | ---------------------------- | --------------- | ---- | --------- | ----- |
| 1º   | 69  | James Whitham         | Yamaha Belgarda              | Yamaha YZF R6   | 13   | 28'15.649 | 25    |
| 2º   | 2   | Paolo Casoli          | Yamaha Belgarda              | Yamaha YZF R6   | 13   | +0.269    | 20    |
| 3º   | 7   | Karl Muggeridge       | Honda UK Race                | Honda CBR 600F  | 13   | +16.995   | 16    |
| 4º   | 3   | Jörg Teuchert         | Yamaha Motor Germany         | Yamaha YZF R6   | 13   | +21.654   | 13    |
| 5º   | 9   | Iain MacPherson       | Ten Kate Honda               | Honda CBR 600F  | 13   | +21.888   | 11    |
| 6º   | 37  | Katsuaki Fujiwara     | Alstare Suzuki Corona        | Suzuki GSX-R600 | 13   | +24.160   | 10    |
| 7º   | 99  | Fabien Foret          | Ten Kate Honda               | Honda CBR 600F  | 13   | +31.689   | 9     |
| 8º   | 12  | Stéphane Chambon      | Alstare Suzuki Corona        | Suzuki GSX-R600 | 13   | +39.571   | 8     |
| 9º   | 14  | Diego Giugovaz        | GIMotorsport                 | Yamaha YZF R6   | 13   | +43.131   | 7     |
| 10º  | 42  | Matthieu Lagrive      | Saveko Racing                | Yamaha YZF R6   | 13   | +48.724   | 6     |
| 11º  | 91  | Christian Kellner     | Yamaha Motor Germany         | Yamaha YZF R6   | 13   | +58.442   | 5     |
| 12º  | 20  | Stefano Cruciani      | T. Italia Lorenzini by Leoni | Yamaha YZF R6   | 13   | +1'01.111 | 4     |
| 13º  | 16  | Gianluca Nannelli     | Rox Racing                   | Ducati 748 R    | 13   | +1'08.372 | 3     |
| 14º  | 17  | Chris Vermeulen       | Van-zon-Honda-T.K.R.         | Honda CBR 600F  | 13   | +1'11.619 | 2     |
| 15º  | 10  | John McGuinness       | Honda UK Race                | Honda CBR 600F  | 13   | +1'14.037 | 1     |
| 16º  | 116 | Sébastien Charpentier | Moto 1                       | Honda CBR 600F  | 13   | +1'19.209 |       |
| 17º  | 71  | Werner Daemen         | Van-zon-Honda-T.K.R.         | Honda CBR 600F  | 13   | +1'19.544 |       |
| 18º  | 15  | Alessio Corradi       | Team Italia Spadaro          | Yamaha YZF R6   | 13   | +1'19.868 |       |
| 19º  | 51  | Kyro Verstraeten      | Esha-Kobutex                 | Honda CBR 600F  | 13   | +1'20.762 |       |
| 20º  | 118 | Christian Zaiser      | OPCM Racing                  | Yamaha YZF R6   | 13   | +1'30.227 |       |
| 21º  | 33  | Robert Frost          | Saveko Racing                | Yamaha YZF R6   | 13   | +1'32.753 |       |
| 22º  | 44  | Antonio Carlacci      | Lorenzini by Leoni           | Yamaha YZF R6   | 13   | +2'24.526 |       |
| 23º  | 18  | David de Gea          | BKM Honda Racing             | Honda CBR 600F  | 13   | +2'29.769 |       |
| 24º  | 64  | Claudio Cipriani      | GIMotorsport                 | Yamaha YZF R6   | 12   | +1 giro   |       |
| 25º  | 58  | Jon Kirkham           | Weger Racing                 | Honda CBR 600F  | 12   | +1 giro   |       |

#### Ritirati
| Nº | Pilota               | Squadra                | Motocicletta    | Giri |
| -- | -------------------- | ---------------------- | --------------- | ---- |
| 56 | Tom Tunstall         | Earnshaws Motorcycles  | Suzuki GSX-R600 | 12   |
| 11 | Piergiorgio Bontempi | Ducati NCR Nortel Net. | Ducati 748 R    | 11   |
| 13 | Christophe Cogan     | BKM Honda Racing       | Honda CBR 600F  | 9    |
| 1  | Andrew Pitt          | Kawasaki Racing        | Kawasaki ZX-6R  | 9    |
| 54 | Stuart Easton        | Monster Mob Ducati     | Ducati 748 R    | 6    |
| 55 | Ben Wilson           | Dave Seidel Racing     | Honda CBR 600F  | 4    |
| 5  | Kevin Curtain        | OPCM Racing            | Yamaha YZF R6   | 3    |
| 8  | James Ellison        | Kawasaki Racing        | Kawasaki ZX-6R  | 2    |

### Superstock

#### Arrivati al traguardo
| Pos. | Nº | Pilota               | Squadra                      | Motocicletta       | Giri | Tempo     | Punti |
| ---- | -- | -------------------- | ---------------------------- | ------------------ | ---- | --------- | ----- |
| 1º   | 56 | Chris Burns          | Roundstone Racing            | Suzuki GSX 1000 R  | 12   | 24'42.374 | 25    |
| 2º   | 57 | Steve Brogan         | Lloyds Autobodies            | Suzuki GSX 1000 R  | 12   | +3.100    | 20    |
| 3º   | 58 | Kieran Murphy        | Chrysalis Racing             | Suzuki GSX 1000 R  | 12   | +3.552    | 16    |
| 4º   | 2  | Walter Tortoroglio   | Rumi                         | Honda CBR 900 RR   | 12   | +3.608    | 13    |
| 5º   | 31 | Vittorio Iannuzzo    | Alstare System Suzuki Italia | Suzuki GSX 1000 R  | 12   | +3.651    | 11    |
| 6º   | 77 | Olivier Four         | Star Moto                    | Suzuki GSX 1000 R  | 12   | +4.606    | 10    |
| 7º   | 12 | Lorenzo Alfonsi      | D.F.X. Racing Ducati Pirelli | Ducati 998 S       | 12   | +4.754    | 9     |
| 8º   | 6  | Gianluca Vizziello   | GIMotorsport                 | Yamaha YZF 1000 R1 | 12   | +4.844    | 8     |
| 9º   | 28 | Giacomo Romanelli    | Alstare System Suzuki Italia | Suzuki GSX 1000 R  | 12   | +10.494   | 7     |
| 10º  | 34 | Didier Van Keymeulen | ICSAT                        | Suzuki GSX 1000 R  | 12   | +20.769   | 6     |
| 11º  | 23 | Simon Andrews        | UCL Racing Honda             | Honda CBR 900 RR   | 12   | +41.384   | 5     |
| 12º  | 33 | Ludovic Fourreau     | Arbr 'A' Cames               | Suzuki GSX 1000 R  | 12   | +45.465   | 4     |
| 13º  | 90 | Lorenzo Mauri        | Lorenzini by Leoni           | Yamaha YZF 1000 R1 | 12   | +52.859   | 3     |
| 14º  | 4  | Andi Notman          | LiveOnScreen Racing          | Suzuki GSX 1000 R  | 12   | +52.971   | 2     |
| 15º  | 49 | Koen Vleugels        | K.S. Racing                  | Suzuki GSX 1000 R  | 12   | +53.267   | 1     |
| 16º  | 25 | Freddy Papunen       | Saveko Racing                | Yamaha YZF 1000 R1 | 12   | +53.362   |       |
| 17º  | 69 | Raffaello Fabbroni   | GIMotorsport                 | Yamaha YZF 1000 R1 | 12   | +54.098   |       |
| 18º  | 60 | Kelvin Reilly        | Legs 11                      | Yamaha YZF 1000 R1 | 12   | +55.274   |       |
| 19º  | 59 | Kevin Falcke         | KF Racing                    | Suzuki GSX 1000 R  | 12   | +57.812   |       |
| 20º  | 68 | Declan Swanton       | E.M.S. Racing                | Suzuki GSX 1000 R  | 12   | +1'36.615 |       |
| 21º  | 45 | Marek Červený        | Intermoto Progress Ecoplast  | Honda CBR 900 RR   | 12   | +1'43.468 |       |
| 22º  | 7  | Robert De Vries      | Flanders Motor Racing        | Ducati 998 S       | 12   | +1'52.186 |       |
| 23º  | 44 | Alessandro Brannetti | Rumi                         | Honda CBR 900 RR   | 12   | +1'52.913 |       |
| 24º  | 11 | Nicolas Saelens      | Flanders Motor Racing        | Ducati 998 S       | 12   | +1'57.403 |       |
| 25º  | 26 | Christian Nau        | Suzuki Stefan Schmidt        | Suzuki GSX 1000 R  | 12   | +1'57.587 |       |
| 26º  | 18 | Ciro Ranieri         | Five Racing                  | Yamaha YZF 1000 R1 | 12   | +1'57.723 |       |
| 27º  | 21 | Sergio Ruggiero      | Rox Racing                   | Ducati 998 S       | 12   | +1'58.067 |       |
| 28º  | 37 | William De Angelis   | Lorenzini by Leoni           | Yamaha YZF 1000 R1 | 12   | +1'58.155 |       |
| 29º  | 22 | Christian Dal Corso  | Spaziotel Racing             | Ducati 998 S       | 12   | +2'01.764 |       |
| 30º  | 42 | Riccardo Chiarello   | D.F.X. Racing Ducati Pirelli | Ducati 998 S       | 12   | +2'04.385 |       |
| 31º  | 20 | Geoffrey Naze        | Zone Rouge                   | Yamaha YZF 1000 R1 | 11   | +1 giro   |       |

#### Ritirati
| Nº | Pilota            | Squadra                 | Motocicletta      | Giri |
| -- | ----------------- | ----------------------- | ----------------- | ---- |
| 3  | Fabrizio De Marco | Rumi                    | Honda CBR 900 RR  | 4    |
| 8  | Dario Tosolini    | Sacchi Corse Biassono R | Suzuki GSX 1000 R | 0    |